# Concepción de salud en psicoanálisis

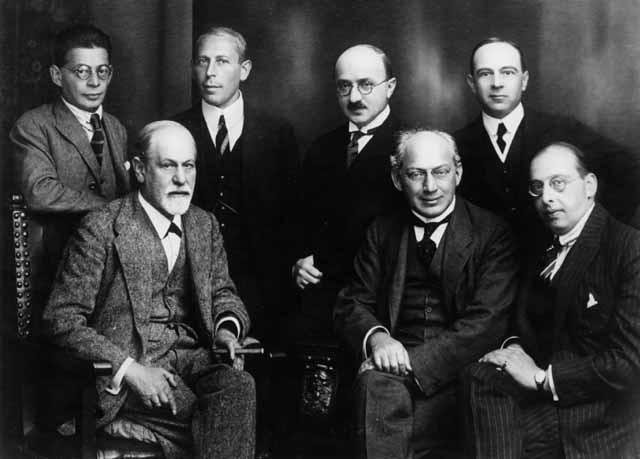
Freud y otros psicoanalistas en 1922: Sándor Ferenczi, Hanns Sachs (de pie); Otto Rank, Karl Abraham, Max Eitingon, Ernest Jones.

El psicoanálisis surge gracias a problemáticas patológicas que la medicina no lograba explicar adecuadamente. Más concretamente, empieza a tener sus primeras influencias en pacientes con histeria de la mano de Josef Breuer y luego Sigmund Freud. Por consiguiente, desde el inicio el psicoanálisis tuvo una relación estrecha con la salud y sobre todo con la enfermedad.
El psicoanálisis puede ubicarse dentro de la línea ética planteada por el historiador Thomas Leahey, en cuanto rama de la psicología que estudia los comportamientos humanos cuyo objeto de estudio es el inconsciente.
En este marco se observa que, a fines del siglo XIX, se entendía a la enfermedad psíquica como una serie de perturbaciones corporales y anímicas. Esto puede considerarse el punto de partida que intenta dar fin a la histórica escisión mente-cuerpo.
Estaba claro que estas perturbaciones no solo afectaban al paciente en su vida individual, sino que también se veía afectado su entorno social, ya que algunos de los síntomas del enfermo incluían la imposibilidad de expresarse correctamente, con su consiguiente dificultad para relacionarse con su entorno.
Al iniciar el trabajo con pacientes Josef Breuer y posteriormente Freud, coincidieron en el hecho de que el enfermo había sufrido 

“no siempre una vivencia única; las más de las veces habían concurrido a ese efecto repetidos y numerosos traumas…

, donde se mostraba la multicausalidad como factor desencadenante del estado patológico.
Freud desarrolla su modelo teórico para la comprensión del funcionamiento psíquico del ser humano tanto en la "normalidad"" como en la patología, formulando su hipótesis del inconsciente basado fundamentalmente en los sueños, utilizando además otras vías como los actos fallidos y los síntomas neuróticos.
En la misma época las ideas predominantes de la escuela francesa, de la cual Josef Breuer y Freud recibieron influencia, se volcaba a una concepción más biologicista de la enfermedad, basándose en investigaciones de Jean-Martin Charcot y posteriormente Pierre Janet, quienes entendían el origen de estos trastornos anímicos en una “alteración degenerativa del sistema nervioso.”.
Cabe agregar aquí que de las corrientes surgidas en esa época y en oposición a la psicología tradicional, el psicoanálisis fue la única que no tenía origen académico ni de laboratorio. Surge de la práctica clínica, estando su origen e interés vinculado a la problemática de la enfermedad mental.
Al ser Freud un neurólogo, el psicoanálisis surge más vinculado con el ámbito médico que a los círculos psicológicos de la época.
Es interesante destacar aquí que, dentro de lo considerado en la época en estado saludable, se podía probar igualmente la existencia de la patología. Tal es el caso del acto fallido, el cual era tomado por el psicoanálisis como evidencia de la existencia de la represión y  resistencia, aun en pacientes supuestamente sanos.

## Concepciones de salud y enfermedad en la historia
Mediante los estudios de pacientes con histeria, Freud afirmó que los fundamentos más directos para la génesis de síntomas histéricos han de buscarse en el ámbito de la vida psíquica.
Planteó que un individuo, para conservar su salud, tiende a empequeñecer la suma de excitaciones que se dan en el sistema nervioso cuando experimenta una impresión, con lo que logra empequeñecer esta suma de excitaciones mediante la vía motriz. Un claro ejemplo es cuando a un hombre le dan una bofetada; entonces, el trauma psíquico se conecta con un acontecimiento de la suma de excitaciones del sistema nervioso; de este modo nace en el ofendido la inclinaciones a aminorar enseguida esta excitación acrecentada, y por lo tanto devuelve la bofetada, con lo que siente más alivio.
Para Freud, la acción es la reacción más adecuada, pero existe un sustituto para esta y es la palabra. Por ejemplo, devolviendo la afrenta mediante un insulto. Si el sujeto no logra devolver la afrenta por ninguna de estas vías, se crea entonces la posibilidad de que el recuerdo de ese suceso vuelva a convocarle el mismo afecto que tuvo presente al comienzo y que se convierta en un trauma psíquico.
El mecanismo psíquico sano tiene otros medios para transitar el afecto de un trauma; si el ofendido no devuelve la bofetada ni insulta, puede sin embargo aminorar el afecto de la ofensa evocando en su interior una representación contratante sobre su propia dignidad. A esto le llama procesamiento asociativo.
Freud concluye que la persona sana puede trasmitir la ofensa de una forma o de otra, pero siempre debe llegar a que el afecto (que en el origen estaba intensamente adherido al recuerdo) pierda al final intensidad, y el recuerdo despojado del afecto termine por olvidarse.
Este proceso no sucede en la histeria; por lo tanto, para lograr hacer desaparecer un síntoma, se le solicita vivenciar por segunda vez ese trauma psíquico (en donde no reaccionó de una forma apropiada) y se le solicita que complete su acción. Se logra así que se aligere del afecto de la representación y se cancele.

## La interpretación de los sueños y su vinculación con los estados patológicos
La teoría psicoanalítica le ha dado fundamental importancia a los sueños y a su interpretación, debido a que estos muestran relación con las perturbaciones mentales, ya que pueden anunciar un estado patológico o bien ser alterados en personas que ya presentan la enfermedad mental.

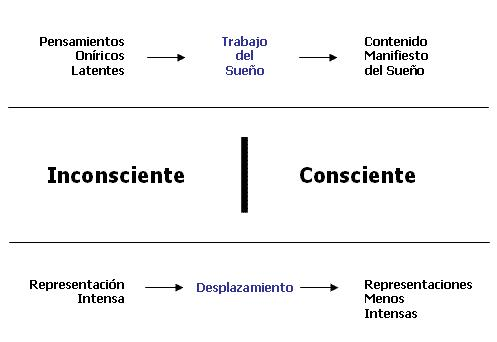
Diagrama de relación sobre el trabajo del sueño y el desplazamiento

A través del análisis de los sueños se accede a información de las creaciones de la enfermedad mental. Dentro de éste análisis se encuentran conceptos como el contenido manifiesto del sueño, que son aquellas imágenes de lo soñado que recordamos al despertar; los pensamientos oníricos latentes, presentes en el inconsciente y el trabajo del sueño, proceso que desfigura estos pensamientos oníricos para convertirlos en el contenido latente del sueño. Este trabajo del sueño, sustentado en fuerzas defensoras del yo, niega a aquellos deseos reprimidos el acceso normal a la conciencia, al menos, desfigurándolos. Es en esta desfiguración en donde queda en evidencia para Freud el concepto fundamental de la teoría en sus primeras obras, el de desplazamiento, en el cual la intensidad o energía de una representación, la reprimida en el inconsciente, puede desprenderse de ésta para pasar a otras representaciones menos intensas, el contenido manifiesto en este caso, y puede llegar a manifestarse incluso en el ámbito somático. Es así como, generalizando en su descripción de patología y basado en el concepto de desplazamiento, Freud entiende que:

“...en la formación de un síntoma, de un «símbolo mnémico» de tipo histérico, lo único que se modifica es la distribución de la cantidad.”

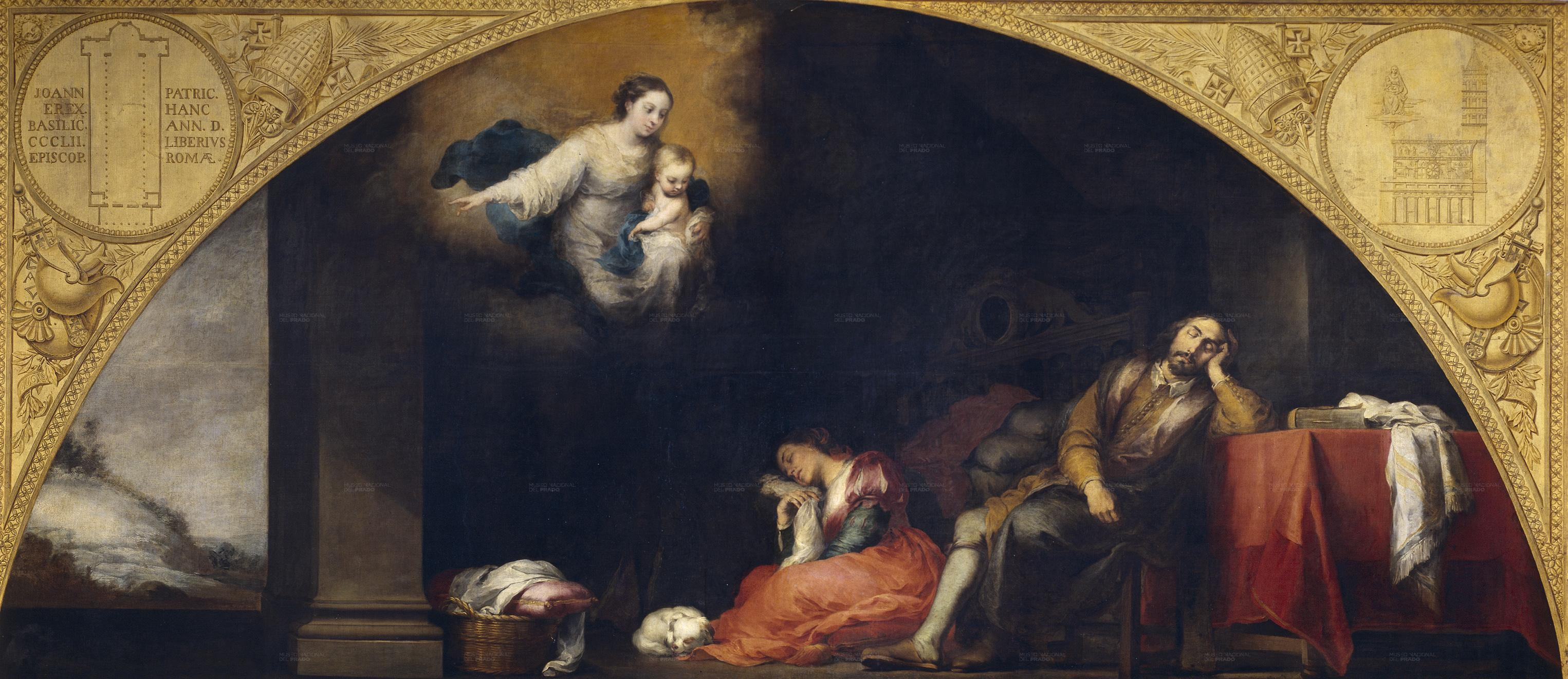
El sueño del patricio, de Bartolomé Murillo, 1665, Museo del Prado

El sueño se enmarca en la concepción psicoanalítica de salud-enfermedad; por ejemplo, en el hecho de que luego de una enfermedad mental y en el estado de convalecencia, un paciente puede mantener un funcionamiento sano durante la vigilia, pero en el estado onírico se pueden observar aún manifestaciones de la patología supuestamente superada.
Basándose en los sueños como vía de acercamiento hacia el inconsciente y lo allí reprimido, Freud identifica en sus investigaciones el posible origen de la patología incluso en la primera infancia, en donde:

“...impresiones en el sueño del segundo año de vida, y a veces del primero, dejan una huella permanente en la vida mental del que después enferma y -aunque muchas veces deformadas y exageradas por el recuerdo- pueden constituir el fundamento primero y básico de un síntoma histérico.”

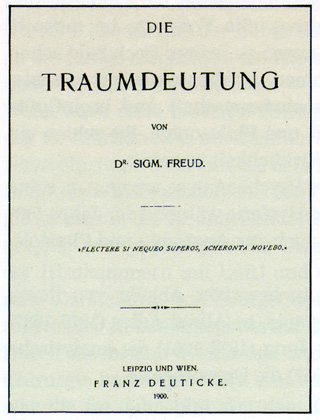
Portada de la primera edición en alemán de La interpretación de los sueños

El psicoanálisis considera obligatoria la aceptación por parte del paciente histérico de la existencia de un pensamiento reprimido en él, el cual ha sido trabado por los síntomas patológicos y cuya existencia se demuestra en el análisis de sus estados oníricos, logrando en esta aceptación un camino seguro hacia el restablecimiento de la salud, al intercambiar estos síntomas patológicos por los pensamientos reprimidos y su posterior análisis.
En particular y dentro del estudio que el psicoanálisis realiza de los procesos oníricos, se destaca la importancia dada a los sueños de angustia y a la definición de los sueños como cumplimiento de deseos, entendiendo Freud que estos conceptos son complementarios y no excluyentes, ya que:

“La angustia es una de las reacciones desautorizadas del yo frente a deseos reprimidos que han alcanzado intensidad, y por eso también en el sueño es muy explicable cuando la formación de este se ha puesto demasiado al servicio del cumplimiento de esos deseos reprimidos.”

## Tópicas freudianas
Tópica proviene del griego y significa "teoría de los lugares". Freud define la tópica como una teoría o punto de vista que supone la diferenciación del aparato psíquico en cierto número de sistemas con características y funciones diferentes, dispuestos en un determinado orden entre sí. Esto permite considerarlos metafóricamente como lugares psíquicos. Se habla de dos tópicas freudianas. La primera establece una distinción entre inconsciente, preconsciente y consciente; la segunda distingue tres instancias:  el ello, el yo, y el superyó.
En el psicoanálisis se concibe al ser humano como un ser en permanente conflicto. Siendo esté el estado de salud; de no ser así, el individuo estaría en lo “no sano”. Es una propuesta dinámica que supone el movimiento y el conflicto de los sistemas o instancias del aparato psíquico.

### Primera tópica (1900)
Constituye la primera concepción del aparato psíquico, establece tres sistemas, lugares no físicos, ni biológicos sino psicológicos, para entender cómo funciona la mente humana.
Estos tres sistemas son: consciente, preconsciente e inconsciente.
Todo acto psíquico comienza como inconsciente y puede permanecer tal o bien desarrollarse hasta la conciencia, según si tropieza o no con una resistencia. Esa resistencia aleja al individuo de las cosas que le generan displacer.

## Conceptos de salud y enfermedad en la sexualidad
Como todo proceso tiene diversos pasos y etapas, así los tiene la sexualidad infantil. Las etapas están determinadas fuertemente por las pulsiones de origen sexual y por el momento evolutivo del niño que se comprende dentro de márgenes establecidos como "normales". En la época de Freud era común la afirmación de que en los niños se mantiene ausente la sexualidad y que esta solo aparece en la adolescencia; hoy en día se sabe que no es así, gracias a los estudios de diversos especialistas en el tema, sobre todo a partir de Freud. Cualquier persona podría refutar la afirmación de que la sexualidad estuvo ausente en su niñez, debido a lo que Freud denomina amnesia infantil, que abarca hasta los 8 años aproximadamente. Esta amnesia se encarga de que no se puedan recordar vívidamente las situaciones relacionadas con lo sexual en las edades tempranas, pero los recuerdos no se borran; todo lo contrario, determinan gran parte del desarrollo posterior.
El niño comienza su sexualidad al amamantarse por primera vez donde se da la activación de una zona erógena, la boca, la cual pasa a ser la primera de las zonas en cumplir ya una función más allá de lo alimenticio. En el desarrollo sexual se pueden destacar varias instancias

### La lactancia sexual
Como ya se mencionó, en esta etapa el niño comienza a experimentar con su primera zona erógena, la boca, pero también es importante este periodo en cuando a contracciones de "diques" que posteriormente encauzarán los impulsos sexuales: vergüenza, pudor, asco, etc. Generalmente se le da crédito a la educación primaria encargada de generar dichos diques, pero en realidad esto tiene un origen orgánico determinado a niveles mucho más profundos.
En el periodo de lactancia se exteriorizan algunos actos como, por ejemplo, el chupeteo, acto rítmico de chupar derivado de la experiencia de la lactancia, según denomina Freud. Esta acción es "normal" pero, si se prolonga a edades más avanzadas, puede derivar en trastornos de amplio espectro. El mismo Freud comenta que muchos de los trastornos de sus pacientes que comprometían la alimentación y la garganta se presentaban en personas que habían sido "enérgicas chupeteadoras" (mujeres, principalmente).

### Las exteriorizaciones sexuales masturbatorias
Algo totalmente "normal" en el desarrollo dentro de los márgenes establecidos. La zona bucal se suplanta por la zona anal, lo que se llama "activación de la zona anal". El niño, frente al destete, comienza a encontrar placer en el control de los esfínteres, cierta autonomía en la retención de la materia fecal. Esta fase es fundamental, ya que de ella deriva gran parte de la vida sexual posterior. Se pueden destacar tres fases de la masturbación infantil: la primera corresponde a la lactancia, la segunda al breve florecimiento de las prácticas sexuales del niño para su cuarto año de vida más o menos y la tercera al onanismo de la pubertad, que por lo general es el más tomado en cuenta.

### Pulsión de saber
La pulsión de saber florece por primera vez entre los tres y cinco años. Su acción corresponde a una manera sublimada del apoderamiento pero también interviene lo sexual, ya que su acción recae fuertemente en los problemas sexuales.

### El enigma de la esfinge
El miedo a la llegada de un nuevo hijo o cualquier problema que quite la atención que le prestan, frente a la pulsión de saber e indudablemente enlazada al lado sexual se pregunta de dónde vienen los niños. Y el varón presupone que todo el mundo posee pene.

### El complejo de castración y la envidia del pene
Según Freud, el niño se aferra a la idea de que el pene es algo universal. Mientras que la niña, al ver que no posee pene, comienza a sentir envidia por el varón que sí lo posee, al punto de querer tener uno o desear ser varón.

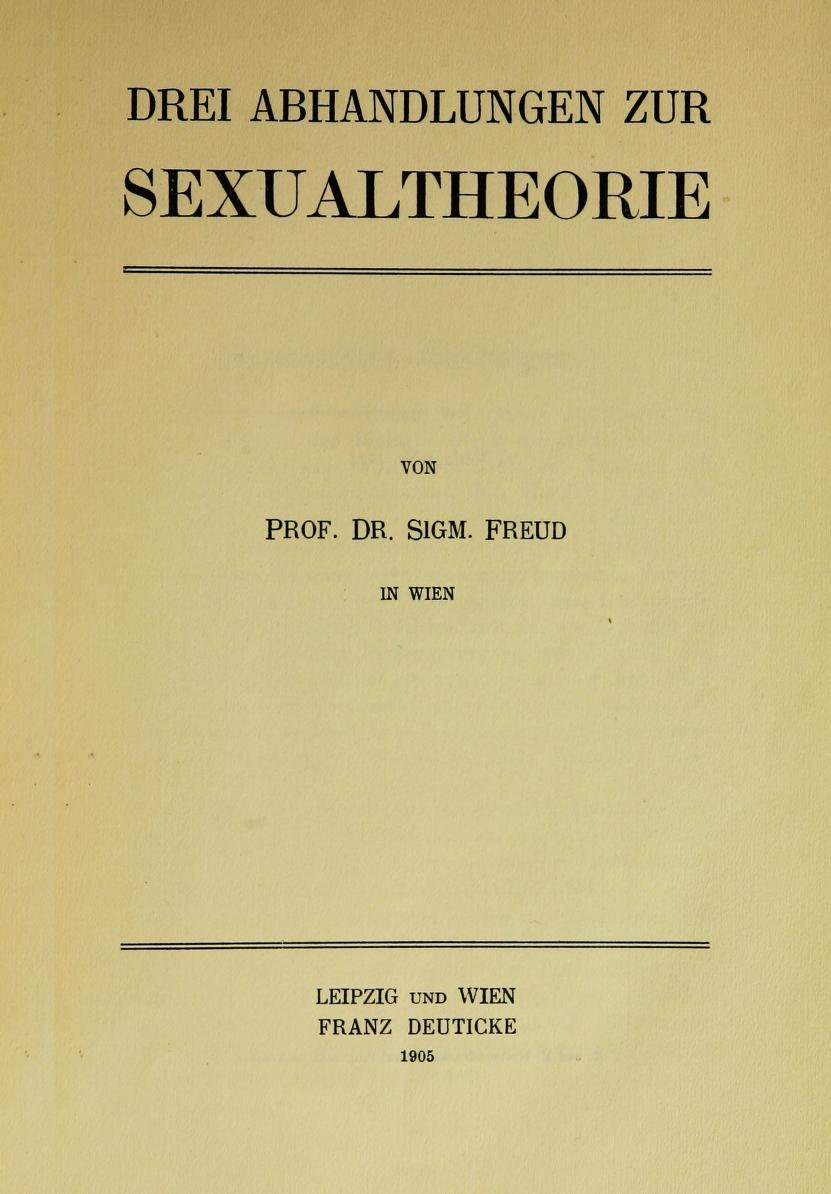
Original en alemán deTres ensayos sobre teoría sexual, Sigmund Freud, 1905

### La pubertad
En la etapa de la pubertad, se introducen los cambios que van a llevar a la persona a conformar su vida sexual adulta. Entre muchas otras cosas, se genera una nueva meta sexual, donde la zona erógena principal se encuentra en los genitales; el encuentro con el objeto sexual es considerado un reencuentro, y se produce una separación pura entre el hombre y la mujer en cuanto a desarrollo, aunque la zona erógena es la misma en ambos sexos.
La interrupción de estos reordenamientos en el organismo pueden producir patologías en la sexualidad, las cuales se consideran inhibiciones del desarrollo. Por ejemplo, en la pubertad se establece la barrera del incesto. Una persona considerada sana (esto quiere decir que superó y aceptó la barrera del incesto) pasa por una mala experiencia amorosa, y entonces se enferma y tiene una regresión libidinal hacia las personas significativas de su infancia.
Por otra parte, en la etapa de la pubertad, surge el desprendimiento de la autoridad de los padres. Mucha gente no logra superar esta etapa, y esto produce una fijación infantil de la libido. En general, los casos de las mujeres que pasan por esto, en sus matrimonios son frías y permanecen sexualmente anestésicas. Además el cambio en la zona erógena rectora, y la oleada represiva que se dan en esta etapa, generan las principales condiciones para que la mujer sea proclive a la neurosis.

### Complejo de Edipo
Una de las etapas más importantes en la sexualidad infantil es el complejo de Edipo, cuya superación o no afectará directamente el desarrollo global de la persona. Es importante dejar en claro varios aspectos de este proceso por el cual transitan todos los niños de ambos sexos. En este planteo se hace una diferenciación entre lo que se denomina complejo de Edipo positivo y complejo negativo (términos que no hacen alusión a bueno o malo). Se denomina positivo al sentimiento de amor referente al sexo opuesto, y negativo al referente al mismo sexo. Aquí claramente Freud establece que una persona adulta "sana" sexualmente y psíquicamente convivió o convive, a nivel inconsciente, con la atracción por ambos sexos, aunque con intensidad desigual.
Es de suma importancia la superación de esta etapa, y la manera de hacerlo es diferente para cada sexo. Aquí es importante mencionar el complejo de castración, también denominado así por Freud. Estos dos complejos mencionados están íntimamente relacionados, ya que hay una interdependencia a la hora de "salir o entrar" en estas etapas. La niña y el niño tienen diferentes formas de procesar los complejos y superarlos. En el caso del niño éste sale del complejo de Edipo a través del complejo de castración, frente al miedo de perder el pene (cosa que la madre, a la cual se encuentra cercano, no tiene), y entonces comienza a acercar al padre.
En cambio, la niña entra al complejo de Edipo por medio del complejo de castración. Al no tener pene, pretende que su padre de alguna manera le proporcione uno, y de esta manera ingresa en conductas edípicas. Para salir, lo hace por "desilusión", y finalmente se aleja de aquella persona que no le dio lo que pretendía. La niña tiene tres formas de salir del complejo:
- sin envidia del pene
- deseo de estar dotada de pene
- deseos de tener sustitutos del pene

A esta última Freud la consideraba la más "normal" y común en su época. Para ser más concretos, Freud afirma que la perversión está presente en todos los casos, sanos o enfermos, y que las vías para una sexualidad sana y "normal" comienza desde la niñez y no desde la pubertad.

## Concepciones de salud y enfermedad en psicoanálisis
La salud y la enfermedad no se pueden entender, en el psicoanálisis, como conceptos separados, sino como un proceso. El psicoanálisis sostiene que existe una continuidad entre lo sano y lo patológico, ya que no se pueden considerar opuestos y excluyentes, porque el hombre considerado "sano" no está libre de enfermedad. Por lo tanto, la frontera entre lo sano y lo enfermo, entre lo "normal" y lo patológico se diluye.
Para el psicoanálisis, estar saludable no significa estar exento de conflictos, sino que es la capacidad de la persona para afrontarlos y/o resolverlos. Hablar de enfermedad se refiere no solo a un desequilibrio entre las diferentes instancias del aparato psíquico, sino al esfuerzo natural del individuo para lograr un nuevo equilibrio.
Este proceso de salud-enfermedad es producto, entre otras cosas, de las relaciones sociales.
"La salud es un valor, es un bien, y la enfermedad es la negación de un estado deseable e implica, por lo tanto, sufrimiento o desvalorización."
Dentro del psicoanálisis no se considera "sana" a ninguna persona. Existen dos estructuras de personalidad: neurótica y psicótica. La idea surge de la creencia de que todas las personas utilizan mecanismos de defensa en el día a día para poder relacionarse con otros y vivir. Uno de los más importantes es la represión, la cual permite empujar al inconsciente los deseos que no puedan ser cumplidos. Una persona neurótica (sana) es aquella que logra la represión para poder convivir. Una persona psicótica (enferma) es la que no ha logrado con éxito la represión y vive dominada por las pulsiones del inconsciente.